# Юйшань Ницзяти
Юйшань Ницзяти (Үсен Нижат, кит. 玉山 尼加提; род. 1 июля 1986, Алтай, Синьцзян-Уйгурский автономный район) — китайский боксёр казахского происхождения, представитель тяжёлой весовой категории. Выступал за национальную сборную КНР по боксу в 2007—2011 годах, бронзовый призёр чемпионата мира, победитель и призёр многих турниров международного значения, участник летних Олимпийских игр в Пекине.

## Биография
Юйшань Ницзяти родился 1 июля 1986 года в городском уезде Алтай Синьцзян-Уйгурского автономного района, КНР.
Проходил подготовку в одном из местных боксёрских клубов, занимался боксом во время службы в Народно-освободительной армии Китая.
Первого серьёзного успеха на международной арене добился в сезоне 2007 года, когда вошёл в основной состав китайской национальной сборной и побывал на чемпионате мира в Чикаго, откуда привёз награду бронзового достоинства, выигранную в зачёте первой тяжёлой весовой категории — на стадии полуфиналов уступил итальянцу Клементе Руссо. Также в этом сезоне взял бронзу на международном турнире Синьцзян[неизвестный термин], дошёл до четвертьфинала на чемпионате Азии в Улан-Баторе.
Благодаря череде удачных выступлений удостоился права защищать честь страны на домашних летних Олимпийских играх 2008 года в Пекине. Уже в стартовом поединке категории до 91 кг со счётом 4:23 потерпел поражение от украинца Александра Усика и сразу же выбыл из борьбы за медали.
После пекинской Олимпиады Юйшань ещё в течение некоторого времени оставался в составе боксёрской команды Китая и продолжал принимать участие в крупнейших международных турнирах. Так, в 2010 году в тяжёлом весе он одержал победу на Мемориале Дуйшенкула Шопокова в Бишкеке.
В 2011 году вновь был лучшим на Мемориале Дуйшенкула Шопокова, выиграл серебряную медаль на Всемирных военных играх в Рио-де-Жанейро.